# Ла-Плата (эстуарий)
Ла-Пла́та (исп. Río de la Plata — «серебряная река») — эстуарий, образованный при слиянии рек Уругвай и Парана. Это залив на юго-восточном побережье Южной Америки, растянувшийся на 320 км от слияния рек до Атлантического океана.
В месте слияния рек ширина Ла-Платы составляет 48 км, река течёт на юго-восток, расширяясь до 220 км при впадении в Атлантический океан. Она образует часть границы между Аргентиной и Уругваем, основные порты и крупнейшие города на реке — Монтевидео и Буэнос-Айрес.
Площадь водосбора (Лаплатская низменность) основных притоков Ла-Платы (реки Уругвай, Парана и основной приток Параны — река Парагвай) занимает около 1/5 ото всей территории Южной Америки (4144 тыс. км²), включая районы на юго-востоке Боливии, южную и центральную Бразилию, целиком Парагвай, бо́льшую часть Уругвая и север Аргентины. По оценкам, каждый год в эстуарий наносится 57 миллионов м³ речного ила. Морской путь из Атлантики в Буэнос-Айрес постоянно прочищается с помощью дноуглубительных работ.

## Этимология
Первым посетил этот залив в 1516 году испанский мореплаватель Хуан Диас де Солис, который вскоре был убит индейцами. В январе 1520 года залив обследовал Фернан Магеллан, который назвал его в память о своем предшественнике Рио-де-Солис — «река Солиса». В 1527—1528 годах залив и впадающую в него реку Парану обследовал Себастьян Кабот и дал им общее название Рио-де-ла-Плата — «серебряная река». Залив так называется и до сих пор (исп. Rio de la Plata), но в России его название употребляется в сокращенном виде, без термина рио («река») — Ла-Плата (исп. «серебро»).

## История
Впервые европейцы увидели Ла-Плату в 1516 году, когда испанский мореплаватель Хуан Диас де Солис высадился на берегах реки, ведя поиск прохода из Атлантического в Тихий океан. После высадки на него и его команду напали аборигены — индейцы чарруа. Из всей команды уцелел только один 14-летний юнга по имени Франсиско дель Пуэрто.
В 1578 году здесь бывал флот Фрэнсиса Дрейка. Первой европейской колонией на реке стал город Буэнос-Айрес, который основал Педро Мендоса 2 февраля 1536 года.
В ходе Аргентинской войны за независимость в течение Морской кампании 1814 года 17 мая напротив порта Бусео в Монтевидео произошло сражение при Бусео, в котором аргентинский адмирал Гильермо Браун, ирландец по рождению (родное имя — Уильям Браун), командуя аргентинской эскадрой, нанёс поражение испанской эскадре под командованием Мигеля де ла Сьерры. В честь этого события в Аргентине празднуется День Военно-Морских сил.
13 декабря 1939 года неподалёку от Ла-Платы произошло первое крупное морское сражение Второй мировой войны между английскими кораблями и немецким тяжёлым крейсером «Адмирал граф Шпее».

## Фауна
В Ла-Плате водится редкий ла-платский дельфин, морские черепахи: Caretta caretta, Chelonia mydas, Dermochelys coriacea, значительное число видов рыбы.